# Hypna epigena
Hypna epigena är en fjärilsart som beskrevs av Hans-Josef Schroers 1909. Hypna epigena ingår i släktet Hypna och familjen praktfjärilar. Inga underarter finns listade i Catalogue of Life.